# قائمة دور المحفوظات والوثائق (مصر)

## القائمة
| رقم | الاسم                                                      | تاريخ الإنشاء | التبعية                                                               | نبذة | العناوين والمواقع                                                               | ملاحظات |
| --- | ---------------------------------------------------------- | ------------- | --------------------------------------------------------------------- | ---- | ------------------------------------------------------------------------------- | ------- |
|     | دار الكتب والوثائق القومية (مركز وثائق وتاريخ مصر المعاصر) | 1870          | وزارة الثقافة                                                         |      | موقع 1: رملة بولاق، القاهرة موقع 2: باب الخلق، القاهرة موقع 3: الفسطاط، القاهرة | :107    |
|     | دار المحفوظات العمومية                                     | 1829          | وزارة المالية                                                         |      | القلعة، القاهرة                                                                 | :108    |
|     | دار المحفوظات المركزية العسكرية                            |               | وزارة الدفاع                                                          |      |                                                                                 |         |
|     | مركز الوثائق الإستراتيجية                                  |               | مركز المعلومات ودعم اتخاذ القرار، رئاسة مجلس الوزراء                  |      |                                                                                 |         |
|     | الهيئة العامة لشؤون المطابع الأميرية                       |               | وزارة التجارة والصناعة                                                |      |                                                                                 |         |
|     | الجهاز المركزي للتعبئة العامة والإحصاء                     |               | وزارة التخطيط والتنمية الاقتصادية                                     |      |                                                                                 |         |
|     | مكتبة الإسكندرية الجديدة                                   |               |                                                                       |      |                                                                                 |         |
|     | المركز التكنولوجي للتسجيل المساحي العقاري                  |               | إدارة المساحة العسكرية، وزارة الدفاع                                  |      |                                                                                 |         |
|     | الهيئة المصرية العامة للمساحة                              |               | وزارة الموارد المائية والري                                           |      |                                                                                 |         |
|     | الادارة المركزية للمساحة الجيولوجية                        |               | الهيئة المصرية العامة للثروة المعدنية، وزارة البترول والثروة المعدنية |      |                                                                                 |         |
|     | مصلحة الشهر العقاري والتوثيق                               |               | وزارة العدل                                                           |      |                                                                                 |         |